# Parnassius felderi
Espèce
Parnassius felderi ou Apollon de Felder est une espèce d'insectes lépidoptères de la famille des Papilionidae, de la sous-famille des Parnassiinae et du genre Parnassius.

## Dénomination
Parnassius felderi a été nommé par Otto Bremer en 1861.

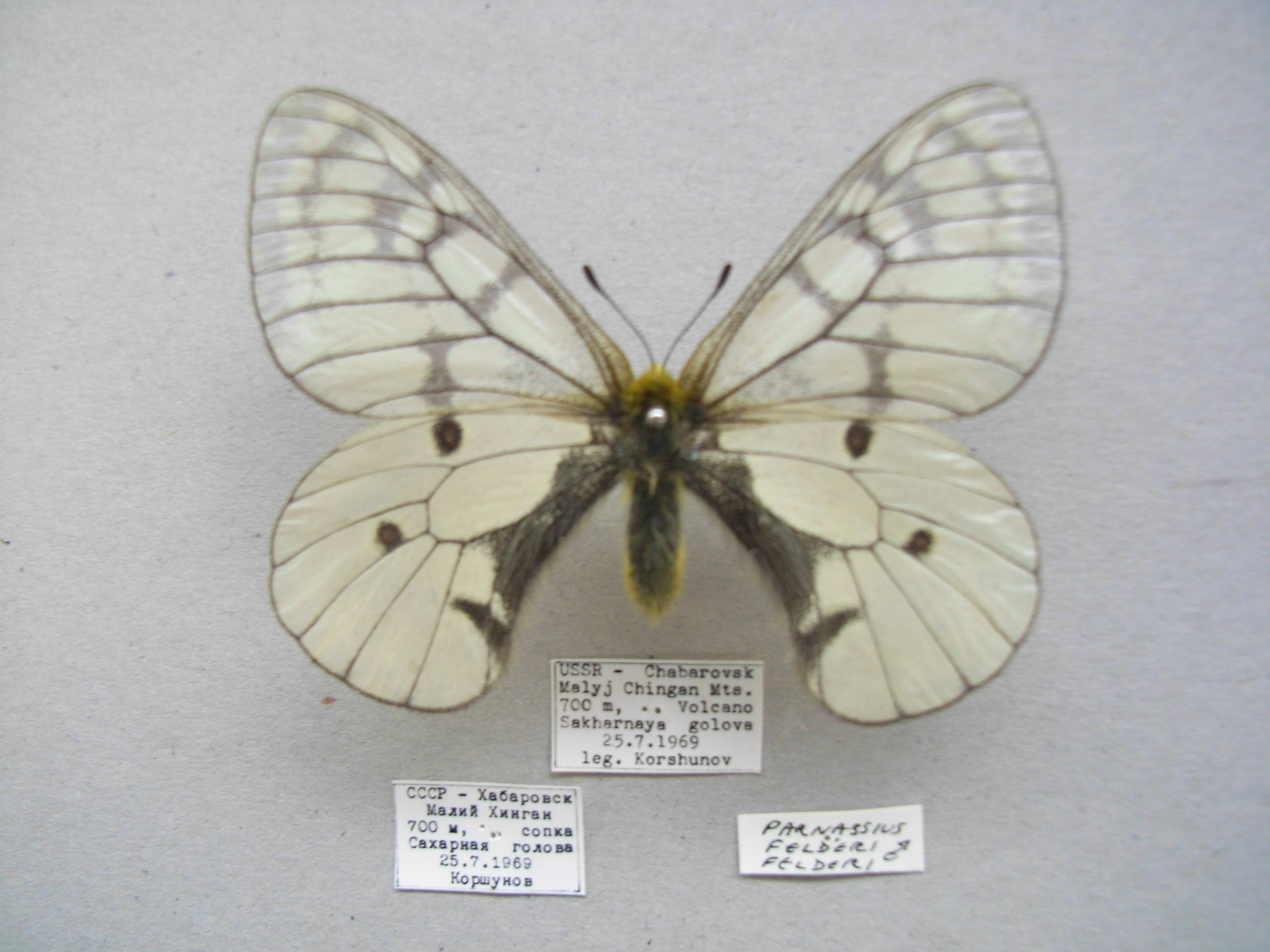
Parnassius felderi

### Sous-espèces
- Parnassius felderi felderi
- Parnassius felderi litoreus Stichel, 1907
- Parnassius felderi maui Sheljuzhko, 1914[1].

### Nom vernaculaire
Parnassius felderi se nomme Felder's Apollo en anglais.

## Description
Parnassius felderi est un papillon de taille moyenne, au corps velu comme celui de tous les papillons du genre Parnassius. Sur le dessus les ailes sont d'une couleur pouvant varier du blanc au jaune, veinées de marron et marquées de marron près du bord costal des ailes antérieures et le long du bord interne des ailes postérieures.
Le revers est blanc veiné de marron, marqué de beige avec deux taches rouge cernées de noir aux ailes postérieures

## Biologie

### Période de vol et hivernation
Il vole en une génération en juin et juillet, juillet et aout pour Parnassius felderi maui qui réside en altitude.

### Plantes hôtes
La plante hôte de sa chenille est Corydalis gigantea.

## Écologie et distribution
Parnassius felderi est présent dans la région du fleuve Amour dans l'est de la Russie et dans le nord-est de la Chine, en Corée et au Japon.

### Biotope
Parnassius felderi réside dans la forêt claire en plaine et Parnassius felderi maui dans la zone subalpine des montagnes, à partir de 500 m.

### Protection
Pas de statut de protection particulier.